# Horn (Bergisch Gladbach)
Horn ist ein Ortsteil im Stadtteil Stadtmitte von Bergisch Gladbach. 

## Geschichte
Die Siedlung Horn wurde nach einer alten Gewannenbezeichnung benannt, die das Urkataster im Bereich der heutigen Straße Auf dem Horn verzeichnet, die für das Jahr 1582 als Auffm Han belegt ist. Es folgen später Belege für das Jahr 1611 mit der Bezeichnung Hain und für das Jahr 1615 mit Hagen. Das lässt den Schluss zu, dass für Horn synonym die Wörter Hohn / Hagen (= Wald, Bergwald) verwendet wurden. Eine andere Erklärung legt die frühe Schreibweise Auf dem Horn als Bezug zu der topographischen Lage auf einer hornförmigen, vorspringenden Geländeformation nahe. Im 19. Jahrhundert wurde der Flurname auf ein Gebäude übertragen, das 1831 an der Horngasse (Hornstraße) gebaut worden war.
| Jahr | Einwohner | Wohn- gebäude | Kategorie      |
| ---- | --------- | ------------- | -------------- |
| 1845 | 9         | 1             | einzelnes Haus |
| 1871 | 37        | 4             | Hofstelle      |
| 1885 | 29        | 4             | Wohnplatz      |

In späteren Gemeindelexika ist der Wohnplatz nicht mehr eigenständig aufgeführt. In dieser Zeit war er Teil der preußischen Bürgermeisterei Bergisch Gladbach.